# Bazar, Narodîci
Bazar (în ucraineană Базар) este localitatea de reședință a comunei Bazar din raionul Narodîci, regiunea Jîtomîr, Ucraina.

## Demografie
Componența lingvistică a localității Bazar
     Ucraineană (98,29%)
     Rusă (1,71%)
Conform recensământului din 2001, majoritatea populației localității Bazar era vorbitoare de ucraineană (98,29%), existând în minoritate și vorbitori de rusă (1,71%).